# Placama pendula
Plocama pendula Aiton, és una espècie arbustiva que pertany a la família de les rubiàcies.

## Descripció
Dins de Rubiaceae es diferencia per tractar-se d'un arbust amb fulles filiformes i penjants, amb les vores no espinoses. Els fruits són petites baies de color negre.

## Distribució
P.pendula és un endemisme de les Canàries on es troba en totes les illes, llevat de Lanzarote.

## Taxonomia
Plocama pendula va ser descrita per William Aiton i publicat a Hortus Kewensis; or, a catalogue . . . 1: 292, en el año 1789.
Etimologia
Plocama: nom genèric que podria procedir del grec plochamos, que significa cistelleria, en al·lució a les branquetes intricades.
pendula: procedeix del llatí pendulus, que significa penjant, fent referència a les branques d'aquesta planta.
Sinonímia
- Bartlingia scoparia Rchb.[3][4][5]